# Macrothemis taurepan
Macrothemis taurepan är en trollsländeart som beskrevs av De Marmels 2008. Macrothemis taurepan ingår i släktet Macrothemis och familjen segeltrollsländor. Inga underarter finns listade i Catalogue of Life.